# 耶利米書信
《耶利米書信》（Letter of Jeremiah）又譯作《耶肋米亞書信》，是西元前300年左右的作品，是一本天主教接受的次經，而新教和猶太教則不接受此經卷作正經。由一位不知名的作者根據舊約聖經《耶利米书》第11章第10节参寫出一篇惑情洋溢的訓詞。他指出各種金、銀和木頭做成的假神的虛偽無能。
這篇訓詞原文是希伯來文（或亞蘭文），但現在流傳下來的只有希臘文譯本，以及再行轉譯的版本由於許多希臘文和敘利亞文的聖經抄本，包括拉丁譯本，都將《耶利米書信》編入《巴錄書》中作為附錄，因此今日一般英文譯本，索性把此書當作《巴錄書》第六章處理；其實它和《巴錄書》並不相干。此外，也有古抄本聖經將它列在正經《耶利米哀歌》之後。